# Triết học Phật giáo

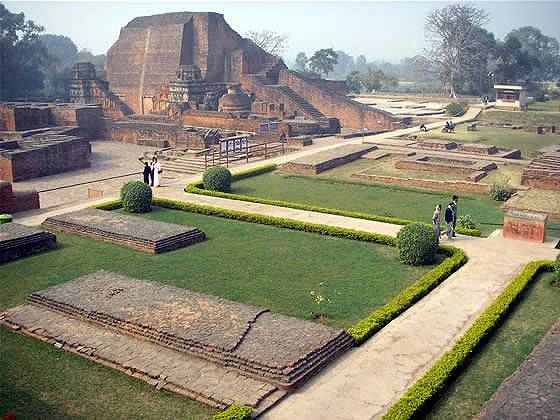
Đại học và tu viện Phật giáo Nalanda là một trung tâm học tập lớn ở Ấn Độ từ thế kỷ thứ 5 TCN đến thế kỷ thứ 12 SCN.

Triết học Phật giáo đề cập đến các tìm tòi triết học và hệ thống tìm hiểu được phát triển giữa các trường phái Phật giáo khác nhau ở Ấn Độ sau parinirvana (tức là cái chết) của Đức Phật và sau đó lan rộng khắp châu Á. Con đường của Phật giáo kết hợp cả lý luận triết học và thiền định. Các truyền thống Phật giáo trình bày vô số con đường Phật giáo đến giải thoát, và các nhà tư tưởng Phật giáo ở Ấn Độ và sau đó ở Đông Á đã đề cập đến các chủ đề khác nhau như hiện tượng học, đạo đức học, nhận thức luận, logic và triết học về thời gian trong quá trình phân tích các con đường này.
Phật giáo sơ khai dựa trên bằng chứng thực nghiệm thu được từ các cơ quan cảm giác (ayatana)  và Đức Phật dường như đã giữ một khoảng cách hoài nghi với những câu hỏi siêu hình nhất định, từ chối trả lời chúng vì chúng không có lợi cho sự giải thoát mà thay vào đó là sự suy đoán. Một chủ đề lặp đi lặp lại trong triết học Phật giáo là sự thống nhất các khái niệm và sau đó quay trở lại Trung đạo của Phật giáo. 
Điểm đặc biệt của triết học Phật giáo thường là chủ đề tranh chấp giữa các trường phái khác nhau của Phật giáo. Những công phu và tranh chấp này đã tạo ra nhiều trường phái khác nhau trong Phật giáo Abhidharma thời kỳ đầu và các truyền thống Đại thừa như Prajnaparamita (Bát nhã ba la mật đa), Madhyamaka (Trung quán tông), Phật tính và Yogācāra (Duy thức tông).

## Các giai đoạn lịch sử của triết học Phật giáo
Edward Conze chia sự phát triển của triết học Phật giáo Ấn Độ thành ba giai đoạn.
Giai đoạn đầu tiên liên quan đến các câu hỏi của các giáo lý nguyên thủy bắt nguồn từ các truyền thống truyền miệng bắt nguồn từ cuộc đời của Đức Phật, và phổ biến cho tất cả các giáo phái sau này của Phật giáo.
Giai đoạn thứ hai liên quan đến Phật giáo "kinh viện" không phải là đại thừa, như hiển nhiên trong các văn bản Abhidharma bắt đầu vào thế kỷ thứ ba trước Công nguyên có tính năng viết lại mang tính kinh viện và phân loại sơ đồ của các tài liệu trong kinh điển đời trước.
Giai đoạn thứ ba của sự phát triển triết học Phật giáo Ấn Độ liên quan đến Phật giáo "siêu hình" Đại thừa, bắt đầu từ cuối thế kỷ thứ nhất, trong đó nhấn mạnh đến đời sống tu sĩ và con đường của một vị bồ tát. Các yếu tố khác nhau của ba giai đoạn này được kết hợp và/hoặc phát triển hơn nữa trong triết lý và thế giới quan của các giáo phái khác nhau mà sau đó đã xuất hiện.